# 扎里昌卡
48°53′17″N 26°22′32″E / 48.88806°N 26.37556°E
扎里昌卡（烏克蘭語：Зарічанка），是烏克蘭西部的村莊，隸屬赫梅利尼茨基州的卡緬涅茨-波多利斯基區。該村始建於1493年，面積2.75平方公里，海拔高度242米，2001年人口929。